# Zodion intermedium
Zodion intermedium är en tvåvingeart som beskrevs av Banks 1916. Zodion intermedium ingår i släktet Zodion och familjen stekelflugor. Inga underarter finns listade i Catalogue of Life.